# Саблер, Карл Фёдорович
Карл Фёдорович Саблер (нем. Karl Georg Sabler; 1808—1865) — генерал-майор Русской императорской армии. Брат психиатра Василия Фёдоровича Саблера.

## Биография
Родился в 1808 году в семье доктора медицины Фёдора Фомича (Томас-Фридрих) Саблера.
Офицер со 2 мая 1830 года; 23 апреля 1850 года был произведён в подполковники, 21 октября 1855 года — в полковники.
Во время Крымской войны состоял «для особых поручений в распоряжении начальника главного штаба и генерал-квартирмейстера Южной армии и войск в Крыму находящихся».
Начальник штаба 2-й гренадерской дивизии в 1857—1860 годах; затем — начальник штаба 1-й гренадерской дивизии с 1861 года и обер-квартирмейстер Отдельного гренадерского корпуса.
21 мая 1862 года вышел в отставку с производством в генерал-майоры .
Умер в Москве 28 января 1865 года[по какому календарю?].

## Награды
- Орден Святого Станислава 3-й степени (1842)
- Орден Святой Анны 2-й степени (1848); императорская корона к ордену (1851)
- Знак отличия беспорочной службы за XV лет (1849)
- Знак отличия беспорочной службы за XX лет (1854)
- Золотая полусабля с надписью «За храбрость» (1855)
- Орден Святого Георгия 4-й степени (№ 9746; за выслугу лет, 26.11.1855),
- Орден Святого Станислава 2-й степени с императорской короной (1858)
- Орден Святого Владимира 4-й степени (1861)

## Семья
Жена: Стефания Васильевна Алексеева (1825—07.01.1909), дворянка Тульской губернии. Их дети:
- Владимир (1845—1929), обер-прокурор Святейшего Синода
- Елена (1847—1849)